# Dermaseptine
Les dermaseptines sont l'une des nombreuses familles de peptides qui ont été identifiées, isolées et caractérisées à partir d'un genre de grenouilles, Phyllomedusa.
La séquence des dermaseptines varie grandement mais du fait de la présence de résidus de lysine, elles sont toutes cationiques et la plupart ont le potentiel pour former des hélices amphipathiques dans l'eau ou lorsqu'elles sont intégrées dans la bicouche lipidique de la membrane bactérienne.
On pense que la nette séparation des deux lobes, positif et négatif, du potentiel électrostatique intramoléculaire joue un rôle important dans l'activité cytotoxique.  
Les dermaseptines ont typiquement une longueur de 27 à 34 résidus d'acides aminés et sont les premiers peptides de vertébrés dont on a démontré l'effet létal sur les filaments fongiques impliqués dans les infections opportunistes graves accompagnant le syndrome de l'immunodéficience et les thérapies immunosuppressives. 
On a proposé l'emploi de la dermaseptine dans un nouveau système d'administration de médicaments,.
Le système est basé sur l'affinité des dermaseptines pour la membrane plasmique des érythrocytes humains.  
Après la charge transitoire des cellules avec l'analogue non toxique K4–S4(1–13)a de la dermaseptine S4, le peptide est transporté dans le système circulatoire vers les cibles microbiennes distantes.
Lorsqu'elle atteint un microorganisme pour lequel elle a une grande affinité, cette molécule dérivée de la dermaseptine est spontanément transférée vers la membrane microbienne où elle exerce son activité de lyse membranaire.  
Dans leur article de 2001, Feder et al. ont également envisagé une application plus large des peptides tels que cet analogue dans le ciblage de molécules de médicaments. Ce « transfert moléculaire piloté par l'affinité » suppose de lier un médicament au peptide qui serait ensuite transporté vers le site d'action désiré.   